# 広島県道325号船木上福田線
広島県道325号船木上福田線（ひろしまけんどう325ごう ふなきかみふくだせん）は、広島県安芸高田市を通る一般県道である。

## 概要
路線名称に用いられている上福田とは安芸高田市高宮町船木の小字である。

### 路線データ
- 起点：安芸高田市高宮町船木（広島県道322号北船木線交点）
- 終点：安芸高田市高宮町船木（広島県道64号三次美土里線交点）
- 総延長：3.1 km

## 地理

### 通過する自治体
- 安芸高田市

### 交差する道路
| 交差する道路             | 交差する場所 | 交差する場所 |
| ------------------------ | ------------ | ------------ |
| 広島県道322号北船木線    | 高宮町船木   | 起点         |
| 広島県道64号三次美土里線 | 高宮町船木   | 終点         |

### 沿線
- リージャスクレストゴルフクラブ ロイヤル（終点付近）